# Conde dos Olivais
Conde dos Olivais é um título nobiliárquico criado por D. Luís I de Portugal, por Decreto de 16 de Setembro de 1886, em favor de Júlio Pinto Leite, antes 2.° Visconde dos Olivais jure uxoris.
Titulares
1. Júlio Pinto Leite, 2.° Visconde jure uxoris e 1.º Conde dos Olivais, casado com Clotilde da Veiga de Araújo, 2.ª Viscondessa dos Olivais;
2. José Pinto Leite, 2.º Conde dos Olivais e 2.º Conde de Penha Longa.